# Quedius picipes
Quedius picipes är en skalbaggsart som först beskrevs av Mannerheim 1830.  Quedius picipes ingår i släktet Quedius, och familjen kortvingar. Enligt den finländska rödlistan är arten nära hotad i Finland. Arten är reproducerande i Sverige. Artens livsmiljö är lundskogar.